# Brasileosaurus
Brasileosaurus (que significa "lagarto de Brasil") es un género de lagarto fósil notosuquio notosúquido de la Formación Adamantina del Cretácico superior en Brasil. La especie tipo es B. pachecoi, descubierta por el brasileño Ing. Joviano Pacheco y descrita por el prolífico paleontólogo alemán Friedrich von Huene en 1931.
Brasileosaurus no debe confundirse con el mesosaurio Brazilosaurus.

## Clasificación
Aunque originalmente se clasificó como celurosaurio en la descripción original, más tarde se reconoció como un crocodilomorfo, posiblemente sinónimo de Uruguaysuchus. En su descripción de Sebecus, George Gaylord Simpson asignó Brasileosaurus a Notosuchidae, notando similitudes con miembros de Mesoeucrocodylia.